# Zhou Weihui
Zhou Weihui (ur. w 1973 w Ningbo) – chińska pisarka, żyjąca i pracująca w Szanghaju, w późniejszych latach również w Nowym Jorku. Ukończyła studia na Uniwersytecie Fudan w Szanghaju. Zasłynęła dzięki kontrowersyjnej powieści Szanghajska kochanka, będącą po części jej własną biografią. Wkrótce po wydaniu książka została zakazana w ChRL, ze względu na opisy scen seksualnych i mało pozytywny portret nowego pokolenia Chińczyków. Książka stała się międzynarodowym bestselerem, przetłumaczonym na 34 języki. Podobny status osiągnęła jej następna książka, Poślubić Buddę, w Chinach ocenzurowana i zmodyfikowana, a następnie wydana pod zmienionym tytułem. W Polsce książkę wydano z oryginalną treścią i tytułem.